# Blair Waldorf
Blair Cornelia Waldorf Bass (15 de noviembre de 1991), es uno de los personajes principales de la serie de libros Gossip Girl de Cecily von Ziegesar, presentada en la primera novela de la serie, que luego derivó a la adaptación para la televisión, homónima. El libro la describe como una chica de 1,63 metros de altura, esbelta y de ojos marrón miel. También cuenta que realiza actividades extracurriculares y que es muy inteligente y determinada pero con problemas de autoestima en los primeros capítulos, lo que le llevó a desarrollar un trastorno alimenticio (bulimia).
Blair, cuyas acciones y relaciones son frecuentemente seguidas por la misteriosa Gossip Girl, es una joven privilegiada nacida en la clase alta, en el Upper East Side de Manhattan. Es una romántica sin remedio, pero este lado sensible contrasta fuertemente con su tendencia a ser maliciosa y controladora. Le gusta hacer de cuenta que su vida es una película y es vanidosa, aunque su amistad con Serena van der Woodsen, la hace sentir insegura. Blair utiliza su encanto, dinero, y estatus social para obtener lo que desea. Su padre la crio dándole la impresión de que merece tener todo lo que quiere.
Algo que caracteriza a Blair es su constante sueño por entrar a la Universidad de Yale. De hecho en la novela nombró Yale a su hermana pensando que eso le traería suerte en su propósito. Aunque en la serie de televisión podemos ver como al final es aceptada en la universidad de Columbia.
El personaje de televisión, interpretado por Leighton Meester, ha ganado un alto grado de notabilidad por su guardarropa. Como resultado, ha recibido una cobertura de la prensa en la vida real y el reconocimiento de varias .
Una de las cuestiones más notables en Blair es que aparenta ser una persona snob. Sin embargo, fue sugerido que esto es un producto de sus intentos por mantener su prominencia social, y no representa la totalidad de su personalidad. Según el punto de vista de Meester, la verdadera Blair es una "buena chica" que posee un centro más sensible, dulce, frágil y afable.

## Familia
Su padre, antes abogado, ahora vive en una casa de campo danesa junto a su novio, Giles en la novela (Roman en la serie). Ambos adoptaron un par de gemelos camboyanos llamados Ping y Pong. Blair comparte con su padre el amor por los zapatos.

Su madre, Eleanor Waldorf-Rose es una mujer excéntrica que se casó con otro hombre (Cyrus Rose). Además tiene un hermano menor, Tyler, un hermanastro llamado Aaron y una medio-hermana bebé llamada princeton.
```
Soy Leslie.
```

## Relaciones

### Relaciones
- Nate Archibald (expareja)

- Lord Marcus Beaton (expareja)
- Chuck Bass (esposo)
- Carter Baizen (expareja)
- Dan Humphrey (expareja)
- Louis Grimaldi (exesposo)

- Serie
- Nate Archibald
  - Primera Relación:
    - Comienzo: Antes de "Pilot " (1x01)
    - Final: "Victor, Victrola " (01x7)
      - Razón: Nate sintió que nunca lograría amarla debido a sus sentimientos hacia Serena.

  - Segunda Relación:
    - Comienzo: "Hi, Society " (1x10)
    - Final: "A Thin Line Between Chuck and Nate " (1x13)
      - Razón: Nate se entera de que Blair se acostó con Chuck.

  - Tercera Relación:
    - Comienzo: of the J" (2x20)
    - Final: "Valley Girls " (2x24)
      - Razón: Blair no ve en Nate al hombre de su vida, sólo a su primer amor.

- Chuck Bass
  - Primera Relación:
    - Comienzo: (No-oficial) "Victor, Victrola" (1x07) (Oficial) "Seventeen Candles" (1x08)
    - Final: "Hi, Society" (1x10)
      - Razón: Blair quiere volver con Nate.

  - Segunda Relación:
    - Comienzo: "Much 'I Do' About Nothing" (1x18)
    - Final: Antes de "Summer, Kind of Wonderful" (2x01)
      - Razón: Chuck deja plantada a Blair en el aeropuerto.

  - Tercera Relación:
    - Comienzo: "The Goodbye Gossip Girl" (2x25)
    - Final: (No-oficial) "Inglorius Bassterds" (3x17) (Oficial) "The Unblairable Lightness of Being" (3x18)
      - Razón: Chuck persuade a Blair para que se acueste con Jack Bass y éste le devuelva su hotel.

  - Cuarta Relación:
    - Comienzo: "Last Tango, then Paris" (3x22)
    - Final: Last Tango, then Paris" (3x22) 
      - Razón: Blair hace caso al ultimátum de Chuck en el Empire, pero llega tarde. Va a buscarlo al hotel y se reconcilian, pese a que Jenny estaba allí. Chuck pretendía proponerle casamiento, pero Dan, al tanto de lo sucedido entre Jenny Humphrey y Chuck, lo golpea. Blair dice que esa noche nunca pasó y ellos terminan.

  - Quinta Relación-No Oficial: 
    - Inicio: "War at the Roses" (4x07)
    - Final: "The Witches of Bushwick" (4x09) 
      - Razón: Ambos dicen que se aman mientras están teniendo relaciones sexuales, pero los dos se dan cuenta de que estar juntos es perjudicial para sus vidas sociales.

  - Sexta relación:
    - Inicio: "Riding in Town Cars with Boys" (5x10)
    - Final: "The End of the Affair?" (5x11) 
      - Razón: Dan cree que estar con Chuck la va a hacer feliz, por lo que lleva a Blair al Empire para que hablen. Al salir de la fiesta en el auto que era para Nate, chocan. Y Blair hace un pacto con Dios para que Chuck vuelva a la vida, si él vivía ella iba a seguir su compromiso con Louis y dejar a Chuck, esto funciona ya que Chuck está sano y salvo.

  - Séptima relación:
    - Inicio: "Gone Maybe Gone" (6x01)
    - Final: "Save the Last Chance" (6x07)
      - Razón: Lily destruye la evidencia con la que Chuck destruiría a su padre, y sin ella no puede vencer a Bart, por lo cual no puede cumplir su promesa con Blair; no pueden estar juntos. Chuck está bebiendo en un bar cuando ve a Blair y se lo dice.

  - Octava relación:
    - Inicio: "It´s Really Complicated" (6x08)
    - Final Conjugue

- Lord Marcus Beaton
  - Comienzo: Antes de "Summer, Kind of Wonderful" (2x01)
  - Final: "The Ex-Files" (2x04)
    - Razón: Vanessa le contó a Blair que vio a Marcus besándose con su madrastra Catherine.

- Carter Baizen
  - Comienzo: Después de "The Age of Dissodance" (2x18)
  - Final: "The Grandfather" (2x19)
    - Razón: Carter deja Nueva York.

- Dan Humphrey
  - Comienzo: Después de "Crazy Cupid Love" (5x15)
  - Final: "The Return of the Ring" (5x24)
    - Razón: Blair decide dejar a Dan por Chuck al no sentir lo mismo que siente con Bass, presionada por Dan para evitar sus sentimientos por Bass.

- Louis Grimaldi
  - Primera Relación:
    - Comienzo: (No-oficial) "Belles de Jour" (4x01)
    - Final: "Double Identity" (4x02)
      - Razón: Blair decide volver a Manhattan, porque su vida está allí y aún necesita arreglar asuntos pendientes de su relación con Chuck, del cual aún sigue enamorada.

  - Segunda Relación:
    - Comienzo: "The Kids Stay in the Picture" (4x18)
    - Final: "G.G." (5x13)
      - Razón: Louis le dice a Blair que el casamiento es sólo para las cámaras, que fuera de ellas, ellos serán como dos extraños que viven bajo el mismo techo.

- Enlaces externos
- Wikiquote alberga frases célebres de o sobre Blair Waldorf.